# Saison 2 de Gilmore Girls
Chronologie
Saison 1 Saison 3
Cet article présente le guide des épisodes de la deuxième saison de la série télévisée américaine Gilmore Girls.

## Synopsis
La relation mère-fille de Lorelai et Rory Gilmore évolue dans cette saison. Lorelai est surprise par une demande en mariage et Rory commence une nouvelle année au prestigieux lycée Chilton tout en continuant sa relation amoureuse avec Dean. La tradition des dîners des vendredis soirs avec les grands-parents de Rory ont toujours lieu, et Lorelai continue à travailler dans l'auberge de l'Indépendance tout en rêvant d'ouvrir sa propre auberge. Pendant ce temps, Luke -le propriétaire du café- réalise que Lorelai pourrait être plus que sa cliente la plus fidèle.

## Distribution

### Acteurs principaux
- Lauren Graham (VF : Nathalie Régnier) : Lorelai Gilmore
- Alexis Bledel (VF : Noémie Orphelin) : Rory Gilmore
- Scott Patterson (VF : Patrick Laplace) : Luke Danes
- Kelly Bishop (VF : Régine Blaess) : Emily Gilmore
- Edward Herrmann (VF : Bernard Demory) : Richard Gilmore
- Keiko Agena (VF : Solène Davan-Soulas) : Lane Kim
- Melissa McCarthy (VF : Véronique Volta) : Sookie St. James
- Yanic Truesdale (VF : Yann Le Madic) : Michel Gerard
- Liza Weil (VF : Caroline Pascal) : Paris Geller
- Sean Gunn (VF : Éric Missoffe) : Kirk Gleason
- Jared Padalecki (VF : Benjamin Pascal) : Dean Forester
- David Sutcliffe (VF : Patrice Baudrier) : Christopher Hayden
- Milo Ventimiglia (VF : David Lesser) : Jess Mariano

### Acteurs secondaires
- Scott Cohen (VF : Guillaume Lebon) : Max Medina
- Shelly Cole (VF : Sylvie Levadoux) : Madeline Lynn
- Jackson Douglas (VF : Jérôme Rebbot) : Jackson Belleville
- Emily Kuroda (VF : Yumi Fujimori) : Mrs. Kim
- Chad Michael Murray (VF : Maël Davan-Soulas) : Tristan DuGrey
- Teal Redmann (VF : Karine Foviau) : Louise Grant
- Sally Struthers (VF : Yvette Petit) : Babette Dell
- Liz Torres (VF : Monique Thierry) : Miss Patty
- Michael Winters (VF : Michel Tugot-Doris) : Taylor Doose
- Scout Taylor-Compton (VF : Laëtitia Videt) : Clara Forester

## Épisodes

### Épisode 1:Question pour un mariage
- États-Unis : 9 octobre 2001 sur The WB
- France : 28 août 2003 sur France 2
- Belgique : 1er décembre 2004 sur Club RTL

- États-Unis : 5,0 millions de téléspectateurs[1] (première diffusion)

### Épisode 2:Voile de mariée et coups de marteau
- États-Unis : 9 octobre 2001 sur The WB
- France : 28 août 2003 sur France 2
- Belgique : 2 décembre 2004 sur Club RTL

- États-Unis : 5,0 millions de téléspectateurs[1] (première diffusion)

Rory invite Dean à dîner chez ses grands-parents. Mais lorsque Richard commence à critiquer les manières du jeune homme ouvertement, une dispute éclate entre la jeune fille et Richard. La mère de Lane l'envoie chez ses cousins en Corée. Traumatisée à l'idée de ne plus revenir, elle fait promettre à Rory de ne pas l'oublier.

### Épisode 3:Décision décisive
- États-Unis : 16 octobre 2001 sur The WB
- Belgique : 3 décembre 2004 sur Club RTL
- France : 10 septembre 2006 sur Gulli

- États-Unis : 4,5 millions de téléspectateurs[1] (première diffusion)

### Épisode 4:Virée à Harvard
- États-Unis : 23 octobre 2001 sur The WB
- Belgique : 6 décembre 2004 sur Club RTL
- France : 10 septembre 2006 sur Gulli

- États-Unis : 4,8 millions de téléspectateurs[1] (première diffusion)

### Épisode 5:L'arrivée de Jess
- États-Unis : 30 octobre 2001 sur The WB
- Belgique : 7 décembre 2004 sur Club RTL
- France : 17 septembre 2006 sur Gulli

### Épisode 6:Bal de débutantes
- États-Unis : 6 novembre 2001 sur The WB
- Belgique : 8 décembre 2004 sur Club RTL
- France : 17 septembre 2006 sur Gulli

- États-Unis : 5,6 millions de téléspectateurs[1] (première diffusion)

### Épisode 7:Mère indigne, indignée
- États-Unis : 13 novembre 2001 sur The WB
- Belgique : 9 décembre 2004 sur Club RTL
- France : 24 septembre 2006 sur Gulli

- États-Unis : 5,1 millions de téléspectateurs[1] (première diffusion)

### Épisode 8:Des projets sur la comète
- États-Unis : 20 novembre 2001 sur The WB
- Belgique : 10 décembre 2004 sur Club RTL
- France : 24 septembre 2006 sur Gulli

- États-Unis : 4,4 millions de téléspectateurs[1] (première diffusion)

### Épisode 9:Roméo contre Juliette
- États-Unis : 27 novembre 2001 sur The WB
- Belgique : 13 décembre 2004 sur Club RTL
- France : 1er octobre 2006 sur Gulli

- États-Unis : 4,9 millions de téléspectateurs[1] (première diffusion)

### Épisode 10:Le Souper du seigneur Bracebridge
- États-Unis : 11 décembre 2001 sur The WB
- Belgique : 14 décembre 2004 sur Club RTL
- France : 1er octobre 2006 sur Gulli

- États-Unis : 5,0 millions de téléspectateurs[1] (première diffusion)

### Épisode 11:Le Pilier de la maison
- États-Unis : 22 janvier 2002 sur The WB
- Belgique : 15 décembre 2004 sur Club RTL
- France : 8 octobre 2006 sur Gulli

- États-Unis : 5,3 millions de téléspectateurs[1] (première diffusion)

### Épisode 12:Richard àStars Hollow
- États-Unis : 29 janvier 2002 sur The WB
- Belgique : 16 décembre 2004 sur Club RTL
- France : 8 octobre 2006 sur Gulli

- États-Unis : 5,3 millions de téléspectateurs[1] (première diffusion)

### Épisode 13:Pique-nique et panier garni
- États-Unis : 5 février 2002 sur The WB
- Belgique : 17 décembre 2004 sur Club RTL
- France : 15 octobre 2006 sur Gulli

- États-Unis : 5,0 millions de téléspectateurs[1] (première diffusion)

### Épisode 14:Pauvre Lorelai
- États-Unis : 12 février 2002 sur The WB
- Belgique : 20 décembre 2004 sur Club RTL
- France : 15 octobre 2006 sur Gulli

### Épisode 15:Perdu et retrouvé
- États-Unis : 26 février 2002 sur The WB
- Belgique : 21 décembre 2004 sur Club RTL
- France : 22 octobre 2006 sur Gulli

- États-Unis : 4,8 millions de téléspectateurs[1] (première diffusion)

### Épisode 16:Pas si simple
- États-Unis : 9 avril 2002 sur The WB
- Belgique : 22 décembre 2004 sur Club RTL
- France : 22 octobre 2006 sur Gulli

- États-Unis : 4,8 millions de téléspectateurs[1] (première diffusion)

### Épisode 17:Obsèques de l'oncle Louis
- États-Unis : 16 avril 2002 sur The WB
- Belgique : 23 décembre 2004 sur Club RTL
- France : 29 octobre 2006 sur Gulli

- États-Unis : 4,5 millions de téléspectateurs[1] (première diffusion)

### Épisode 18:Projet d'économie
- États-Unis : 23 avril 2002 sur The WB
- Belgique : 24 décembre 2004 sur Club RTL
- France : 29 octobre 2006 sur Gulli

- États-Unis : 4,8 millions de téléspectateurs[1] (première diffusion)

### Épisode 19:Cours particuliers
- États-Unis : 30 avril 2002 sur The WB
- Belgique : 27 décembre 2004 sur Club RTL
- France : 5 novembre 2006 sur Gulli

- États-Unis : 5,1 millions de téléspectateurs[1] (première diffusion)

### Épisode 20:La Perle des secrétaires
- États-Unis : 7 mai 2002 sur The WB
- Belgique : 28 décembre 2004 sur Club RTL
- France : 5 novembre 2006 sur Gulli

- États-Unis : 4,6 millions de téléspectateurs[1] (première diffusion)

### Épisode 21:Le Diplôme de Lorelai
- États-Unis : 14 mai 2002 sur The WB
- Belgique : 29 décembre 2004 sur Club RTL
- France : 12 novembre 2006 sur Gulli

- États-Unis : 3,4 millions de téléspectateurs[1] (première diffusion)

### Épisode 22:La Cérémonie
- États-Unis : 21 mai 2002 sur The WB
- Belgique : 30 décembre 2004 sur Club RTL
- France : 12 novembre 2006 sur Gulli

- États-Unis : 5,2 millions de téléspectateurs[1] (première diffusion)